# Curry massaman
Il curry massaman (in thailandese แกงมัสมั่น, kaeng massaman; [mát.sā.màn] ) è un curry che ha avuto origine in paesi islamici e costituisce uno dei piatti più popolari della cucina thailandese. È una pietanza agrodolce, che combina il dolce di zucchero e cannella con l'aspro di tamarindo e arancia amara e il salato della salsa di pesce. Unisce alcune caratteristiche della cucina islamica agli ingredienti e ai gusti dei thailandesi.
È particolarmente sostanzioso ed è meno piccante di altri curry thailandesi. Gli ingredienti principali sono il pesto per curry massaman e il latte di cocco e viene solitamente servito con riso bollito o al vapore. Nel 2011 la piattaforma online CNNgo della CNN ha inserito il piatto al primo posto nella sua lista dei 50 cibi più deliziosi al mondo (World's 50 most delicious foods).

## Storia
La parola massaman non è originaria della lingua thai. Si crede che sia una storpiatura della parola thai moot salim (มุสลิม), che significa musulmano in quanto nel XIX secolo il piatto era chiamato curry musulmano.
Secondo alcuni il piatto fu portato alla corte di Ayutthaya nel XVII secolo dal mercante persiano Sheik Ahmad Qomi, che si trasferì in Siam, divenne potente e fu il progenitore della famiglia Bunnag, tuttora una delle più influenti di Thailandia. Secondo altri è un piatto creato in Thailandia del Sud, dove vivono molti musulmani e la loro cucina è influenzata dalla cucina malese e indiana. Altri ancora ritengono che il massaman sia stato creato tra la comunità musulmana thai, con l'utilizzo dell'arte culinaria islamica e di ingredienti thai, nel periodo di Ayutthaya o in quello di Thonburi nel XVIII secolo.
Tra gli antichi scritti siamesi oggi disponibili, il primo in cui si trova la parola massaman è un poema del principe Itsarasunthon, che sarebbe in seguito salito al trono del Siam come Rama II (1767-1824), in cui è scritto: "Il massaman curry è come un amante, pepato e fragrante come i semi di cumino. La sua eccitante attrazione provocherebbe ogni uomo..." Il piatto gli era stato preparato dalla principessa Bunrod, che sarebbe diventata la sua consorte ufficiale come regina Sri Suriyendra, la quale era cresciuta in un quartiere dove vivevano diversi immigrati che ne avevano influenzato le arti culinarie. La prima ricetta del massaman reperibile si deve alla gentildonna thai Plean Passakornrawong, che la scrisse nel 1889, mentre nel 1890 la ricetta di Maawm Sohm Jeen comparve nel libro Tam Raa Gap Khao (ตำรากับเข้า), considerato il primo completo libro di cucina pubblicato in lingua thailandese, nel quale comparivano altri famosi piatti della gastronomia thailandese come il curry phanaeng.

## Preparazione

### Pesto di massaman
Gli ingredienti da utilizzare vanno pestati in un mortaio. Alcuni vanno cotti prima di essere pestati. Buona parte dei sapori del pesto di massaman (in thai: น้ำพริกแกงมัสมั่น, RTGS: nam phrik kaeng matsaman) provengono da spezie che sono raramente usate nella cucina thailandese. Cardamomo, cannella, chiodi di garofano, anice stellato, cumino, alloro e noce moscata erano stati portati in Siam nel XVII secolo da mercanti stranieri, in particolare da musulmani mediorientali, indiani e dell'arcipelago malese. Il peperoncino, di cui viene usato nel pesto quello secco, era stato portato in Siam da portoghesi e spagnoli tra il XVI e il XVII secolo. I principali ingredienti locali per il pesto sono semi e radici di coriandolo, citronella, galanga, pepe bianco, pasta di gamberetti, scalogno, sale e aglio. Il pesto, detto anche pasta, si trova anche in commercio già pronto per l'uso.

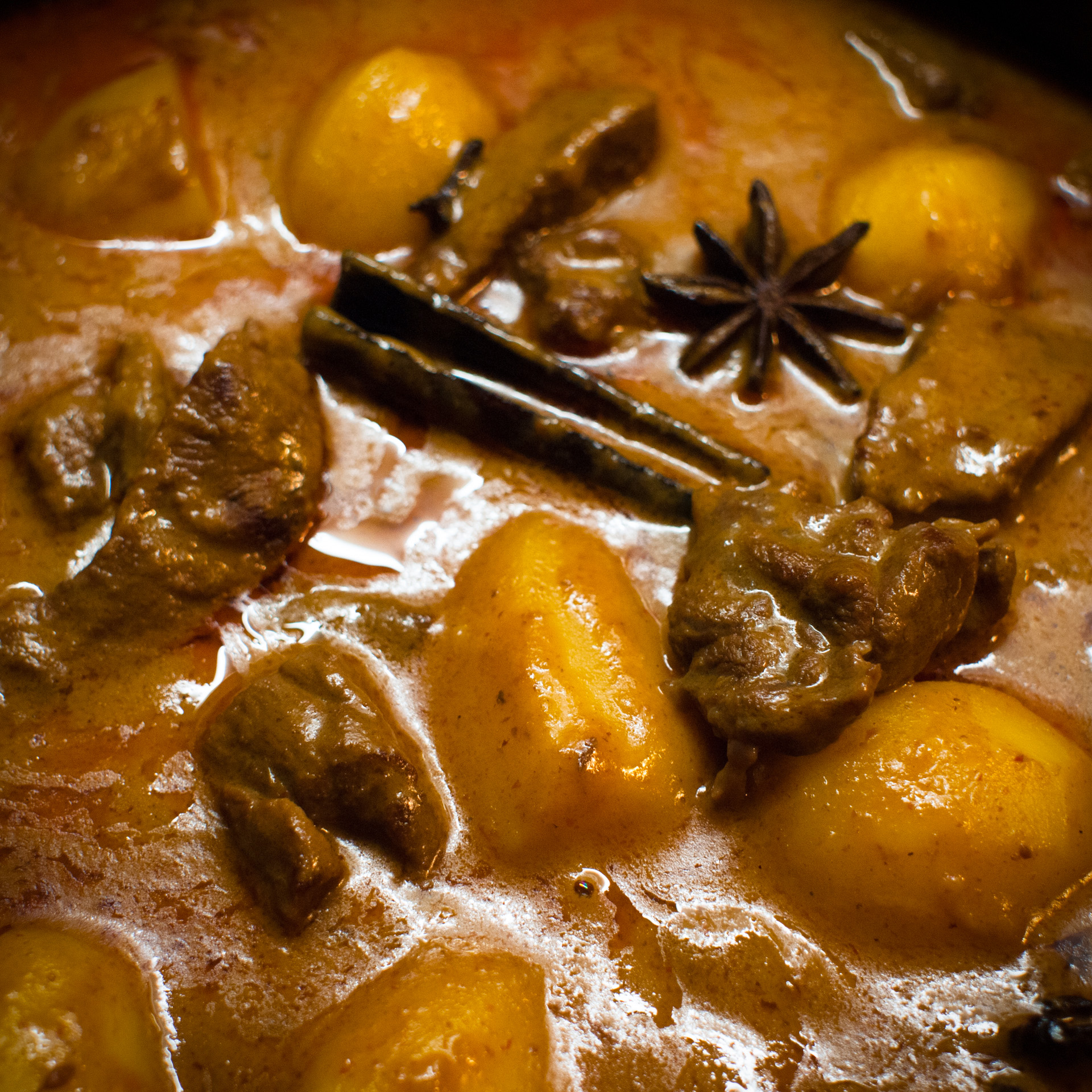
Massaman nuea (massaman di manzo) con patate, anice stellata, cannella e chiodi di garofano

### Con carne o vegetariano
I curry massaman più diffusi sono quelli di pollo, di cui si usano in prevalenza le cosce, e di manzo. Le origini musulmane del piatto rendono l'utilizzo del maiale un'opzione non praticabile per i musulmani e molto rara per i non musulmani. Altri tipi di massaman si preparano con pesce, anatra, montone, capra e agnello. La carne va tagliata a pezzi di 3 o 4 centimetri. Secondo la ricetta originale del 1890 di Maawm Sohm Jeen, prima di inserirla nel curry, la carne andrebbe fatta rosolare nel ghi o nello strutto per esaltarne il sapore.
Altre versioni sono quelle per i vegetariani con vegetali e/o tofu. I vegetali più indicati sono le tradizionali patate (a basso contenuto di amido e tagliate a cubi da circa 4 centimetri) e cipolle, nel caso si volesse aggiungerne altri sarebbe bene sceglierli tra quelli ricchi di amido come carota, rutabaga, rapa, cavolo rapa, patata dolce, alcuni tipi di zucca ecc, mentre sono da evitare quelli ricchi di acqua come la zucchina e altre spezie tipiche della cucina thailandese.

### Altri ingredienti e cottura
Il pesto viene dapprima messo a cuocere con poco olio e con la parte più densa della crema di cocco, dopo qualche minuto si aggiunge la carne (o i vegetali per i vegetariani) facendola cuocere esternamente su tutti i lati. Si procede mettendo la restante parte di crema di cocco e acqua che copra il tutto a malapena, alzando la fiamma fino a quando bolle di nuovo, per poi continuare a fuoco lento. Quando mancano circa 20 minuti alla cottura della carne si aggiungono patate tagliate a pezzi grandi, cipolle e salsa di pesce. 5 minuti prima di spegnere il fuoco si mette pasta di tamarindo, zucchero di palma, succo di lime o di limone, arachidi fatte tostare in precedenza ed eventuali cardamomo e cumino. Oltre alla pasta di tamarindo, per ottenere un contrasto al dolce di questo piatto con qualcosa di aspro, verso fine cottura si può aggiungere succo di arancia amara, mentre per aggiungere dolce si può utilizzare un pizzico di cannella. Per rendere il piatto più gustoso si può aggiungere bucce di cardamomo leggermente tostate e alcuni semi di cumino, spezie che sono già presenti nella salsa.
Si deve cucinare a lungo e a fuoco basso per conferire al piatto il sapore profondo e ricco dei tagli di carne, preferibilmente con l'osso. Particolare attenzione va posta al momento in cui vanno aggiunte le patate, che se si cucinano troppo a lungo e si sfaldano lasciano grumi e un eccesso di amido alla salsa, che deve invece rimanere liscia e untuosa. Per prevenire questa evenienza si può lasciare la buccia alle patate, che conservano così maggiormente la propria forma. È da evitare la cottura in pentola a pressione o in pentola di coccio.

## Servizio
Il massaman viene di solito servito con del riso al vapore. Può essere aggiunta a cottura ultimata sui piatti serviti della cipolla tagliata fine, fritta e croccante. Sulle tavole thailandesi viene di solito posto un contenitore con nam pla phrik, salsa di pesce con molti peperoncini thai tagliati fini, da usare per i palati più piccanti e nel caso che il cibo sia povero di sale.